# Lys Assia
Lys Assia (n. 3 martie 1924, Rupperswil⁠(d), cantonul Aargau, Elveția – d. 24 martie 2018, Zollikon⁠(d), cantonul Zürich, Elveția) a fost o cântăreață elvețiană, prima câștigătoare a Concursului Muzical Eurovision (1956).

## Melodii
- Oh My Pa-Pa
- Ein kleiner goldner Ring
- Refrain
- Das alte Karussell
- Holland Mädel
- Jolie Jacqueline
- L'enfant que j'étais
- Giorgio